# Col du Silberloch
Le col du Silberloch (prononcé en français : [silbrlox] ; litt. « trou d'argent ») est un col du massif des Vosges, situé dans le Haut-Rhin, qui est un point de passage de la route des Crêtes (D 431). Il relie Wuenheim à Wattwiller.

## Toponymie
Silberloch provient de l'alémanique silber signifiant « argent » et loch signifiant « trou », et peut donc se traduire par « trou d'argent ». Le terme témoigne de la présence de mines d'argent aux XVe et XVIe siècles.

## Géographie
Situé à l'altitude de 906 m, le col relie la vallée de la Wuenheimerbach (côté Wuenheim) à la vallée de la Sielberlochrunz (côté Wattwiller). Il passe entre le contrefort du Molkenrain (1 125 m) et le promontoire rocheux du Hartmannswillerkopf (956 m).